# Ocean/She's a Stranger
Ocean/She's a Stranger è un brano del gruppo musicale italiano Capsicum Red, pubblicato nel 1971 come singolo.

## Tracce
1. Ocean
2. She's a Stranger

## Formazione
- Red Canzian - chitarra, voce
- Mauro Bolzan - organo Hammond, pianoforte, sintetizzatore
- Paolo Steffan - basso, voce, pianoforte
- Roberto Balocco - batteria

Note aggiuntive
- Pino Massara - produzione
- Gianluigi Pezzera - ingegnere del suono